# Convocazioni al World Grand Prix 2012
Elenco delle giocatrici convocate per il World Grand Prix 2012.

## Argentina
| N° | Nome               | Ruolo | Data di nascita   | Squadra           |
| -- | ------------------ | ----- | ----------------- | ----------------- |
| -  | Horacio Bastit     | All   | -                 | -                 |
| 1  | Lucía Gaido        | L     | 19 gennaio 1988   | Lokomotiv Baku    |
| 2  | Josefina Fernández | S     | 17 agosto 1991    | Gimnasia La Plata |
| 3  | Yamila Nizetich    | S     | 27 gennaio 1989   | Calais            |
| 5  | Lucía Fresco       | O     | 14 maggio 1991    | Potsdam           |
| 6  | Luisina Yaccuzzi   | S     | 12 giugno 1989    | CAE               |
| 8  | Tatiana Rizzo      | L     | 30 dicembre 1986  | Banco Nación      |
| 10 | Emilce Sosa        | C     | 1º settembre 1987 | CSM Bucarest      |
| 13 | Leticia Boscacci   | O     | 8 novembre 1985   | Soverato          |
| 14 | Florencia Carlotto | C     | 14 ottobre 1988   | Banco Nación      |
| 16 | Florencia Busquets | C     | 27 giugno 1989    | River Plate       |
| 17 | Antonela Curatola  | P     | 23 ottobre 1991   | Haro              |
| 18 | Yael Castiglione   | P     | 27 settembre 1985 | Dinamo Bucarest   |
| 19 | Mariangeles Cossar | C     | 7 aprile 1990     | Boca Juniors      |

## Brasile
| N° | Nome                   | Ruolo | Data di nascita   | Squadra        |
| -- | ---------------------- | ----- | ----------------- | -------------- |
| -  | José Roberto Guimarães | All   | 31 agosto 1954    | Fenerbahçe     |
| 1  | Fabiana Claudino       | C     | 24 gennaio 1985   | Fenerbahçe     |
| 2  | Juciely Barreto        | C     | 18 settembre 1980 | Rio de Janeiro |
| 3  | Danielle Lins          | P     | 5 gennaio 1985    | Sesi           |
| 4  | Paula Pequeno          | S     | 22 gennaio 1982   | GRER           |
| 5  | Adenízia da Silva      | C     | 18 dicembre 1986  | Osasco         |
| 6  | Thaísa de Menezes      | C     | 15 maggio 1987    | Osasco         |
| 7  | Marianne Steinbrecher  | S     | 23 agosto 1983    | Rio de Janeiro |
| 8  | Jaqueline de Carvalho  | S     | 21 dicembre 1983  | Osasco         |
| 9  | Fernanda Ferreira      | P     | 10 gennaio 1980   | İqtisadçı      |
| 11 | Tandara Caixeta        | O     | 30 ottobre 1988   | Osasco         |
| 13 | Sheilla de Castro      | O     | 1º luglio 1983    | Rio de Janeiro |
| 14 | Fabiana de Oliveira    | L     | 7 marzo 1980      | Rio de Janeiro |
| 15 | Joyce da Silva         | O     | 13 giugno 1984    | GRER           |
| 16 | Fernanda Garay         | S     | 10 maggio 1986    | GRER           |
| 17 | Josefa de Souza        | P     | 2 marzo 1983      | Osasco         |
| 18 | Camila Brait           | L     | 28 ottobre 1988   | Osasco         |
| 20 | Natasha Farinea        | C     | 8 febbraio 1986   | São Caetano    |
| 21 | Juliana Nogueira       | O     | 4 agosto 1988     | Rio de Janeiro |
| 23 | Gabriela Guimarães     | S     | 19 maggio 1994    | Mackenzie      |
| 25 | Priscila Daroit        | S     | 8 ottobre 1988    | Mackenzie      |

## Cina
| N° | Nome         | Ruolo | Data di nascita   | Squadra  |
| -- | ------------ | ----- | ----------------- | -------- |
| -  | Yu Juemin    | All   | -                 | -        |
| 2  | Mi Yang      | P     | 24 gennaio 1989   | Tianjin  |
| 3  | Yang Jie     | S     | 1º marzo 1994     | Shanghai |
| 4  | Hui Ruoqi    | S     | 4 marzo 1991      | Jiangsu  |
| 6  | Chu Jinling  | S     | 29 luglio 1984    | Liaoning |
| 7  | Zhang Xian   | L     | 16 marzo 1985     | Liaoning |
| 8  | Wei Qiuyue   | P     | 26 settembre 1988 | Tianjin  |
| 9  | Yang Junjing | C     | 11 maggio 1989    | Bayi     |
| 10 | Shan Danna   | L     | 8 ottobre 1991    | Zhejiang |
| 11 | Xu Yunli     | C     | 2 agosto 1987     | Fujian   |
| 12 | Zeng Chunlei | O     | 3 novembre 1989   | Beijing  |
| 14 | Liu Congcong | C     | 8 dicembre 1990   | Bayi     |
| 15 | Ma Yunwen    | C     | 19 ottobre 1988   | Shanghai |
| 17 | Zhang Lei    | O     | 11 gennaio 1985   | Shanghai |
| 18 | Fan Linlin   | S     | 1º dicembre 1991  | Bayi     |

## Corea del Sud
| N° | Nome           | Ruolo | Data di nascita  | Squadra           |
| -- | -------------- | ----- | ---------------- | ----------------- |
| -  | Kim Hyung-sil  | All   | -                | -                 |
| 3  | Ha Joon-eem    | C     | 26 dicembre 1989 | Korea Expressway  |
| 4  | Kim Sa-nee     | P     | 21 giugno 1981   | Pink Spiders      |
| 5  | Kim Hae-ran    | L     | 16 marzo 1984    | Korea Expressway  |
| 7  | Lim Hyo-sook   | S     | 26 aprile 1982   | Korea Expressway  |
| 10 | Kim Yeon-koung | S     | 26 febbraio 1988 | Fenerbahçe        |
| 11 | Han Yoo-mi     | S     | 5 febbraio 1982  | KGC Ginseng       |
| 12 | Han Song-yi    | O     | 5 settembre 1984 | GS Caltex Seoul   |
| 13 | Jung Dae-young | C     | 21 agosto 1981   | GS Caltex Seoul   |
| 14 | Hwang Youn-joo | S     | 13 agosto 1986   | Hyundai Hillstate |
| 15 | Jung Ji-youn   | C     | 28 giugno 1980   | KGC Ginseng       |
| 17 | Yang Hyo-jin   | C     | 14 dicembre 1989 | Hyundai Hillstate |
| 19 | Kim Hee-jin    | C     | 29 aprile 1991   | IBK Altos         |
| 20 | Lee Sook-ja    | P     | 17 giugno 1980   | GS Caltex Seoul   |

## Cuba
| N° | Nome              | Ruolo | Data di nascita  | Squadra          |
| -- | ----------------- | ----- | ---------------- | ---------------- |
| -  | Juan Carlos Gala  | All   | -                | -                |
| 1  | Wilma Salas       | S     | 9 marzo 1991     | Santiago de Cuba |
| 2  | Yanelis Santos    | P/O   | 30 marzo 1986    | Ciego de Ávila   |
| 3  | Alena Rojas       | C     | 9 agosto 1992    | Ciudad Habana    |
| 4  | Yoana Palacio     | C     | 6 ottobre 1990   | Ciudad Habana    |
| 6  | Daimara Lescay    | C     | 5 settembre 1992 | Guantánamo       |
| 8  | Emily Borrel      | L     | 19 febbraio 1992 | Villa Clara      |
| 10 | Ana Cleger        | P/O   | 27 novembre 1989 | Santiago de Cuba |
| 11 | Liannes Castañeda | C     | 18 ottobre 1986  | Guantánamo       |
| 13 | Rosanna Giel      | C     | 10 giugno 1992   | Ciego de Ávila   |
| 15 | Yusidey Silié     | P/O   | 11 novembre 1984 | Ciudad Habana    |
| 17 | Gyselle Silva     | C     | 29 ottobre 1991  | Santiago de Cuba |
| 18 | Sulian Matienzo   | S     | 14 dicembre 1994 | Ciudad Habana    |

## Germania
| N° | Nome              | Ruolo | Data di nascita   | Squadra           |
| -- | ----------------- | ----- | ----------------- | ----------------- |
| -  | Giovanni Guidetti | All   | 20 settembre 1972 | VakıfBank         |
| 1  | Lenka Dürr        | L     | 10 dicembre 1990  | Vilsbiburg        |
| 3  | Denise Hanke      | P     | 31 agosto 1989    | Schweriner        |
| 8  | Berit Kauffeldt   | C     | 8 luglio 1990     | Schweriner        |
| 9  | Corina Ssuschke   | C     | 9 maggio 1983     | Atom Trefl Sopot  |
| 10 | Anne Matthes      | S     | 30 aprile 1985    | Dresdner          |
| 11 | Christiane Fürst  | C     | 29 marzo 1985     | VakıfBank         |
| 12 | Heike Beier       | S     | 9 dicembre 1983   | Cuatto Giaveno    |
| 14 | Margareta Kozuch  | O     | 30 ottobre 1986   | Atom Trefl Sopot  |
| 15 | Maren Brinker     | S     | 10 luglio 1986    | Robursport Pesaro |
| 17 | Lena Möllers      | P     | 6 gennaio 1990    | Vilsbiburg        |
| 18 | Nadja Schaus      | C     | 8 novembre 1984   | VC Stoccarda      |
| 19 | Regina Burchardt  | S     | 1º luglio 1983    | Wiesbaden         |

## Giappone
| N° | Nome             | Ruolo | Data di nascita   | Squadra           |
| -- | ---------------- | ----- | ----------------- | ----------------- |
| -  | Masayoshi Manabe | All   | 21 agosto 1963    | -                 |
| 1  | Megumi Kurihara  | S     | 31 luglio 1984    | Dinamo-Kazan      |
| 2  | Hitomi Nakamichi | P     | 18 settembre 1985 | Toray Arrows      |
| 3  | Yoshie Takeshita | P     | 18 marzo 1978     | JT Marvelous      |
| 4  | Kaori Inoue      | C     | 21 ottobre 1982   | Denso Airybees    |
| 5  | Ai Ōtomo         | C     | 24 marzo 1982     | JT Marvelous      |
| 6  | Yūko Sano        | L     | 26 luglio 1979    | İqtisadçı         |
| 7  | Mai Yamaguchi    | C     | 3 luglio 1983     | Okayama Seagulls  |
| 8  | Kotoki Zayasu    | L     | 11 gennaio 1990   | Hisamitsu Springs |
| 9  | Mizuho Ishida    | S     | 22 gennaio 1988   | Hisamitsu Springs |
| 10 | Nana Iwasaka     | C     | 3 luglio 1990     | Hisamitsu Springs |
| 11 | Erika Araki      | C     | 3 agosto 1984     | Toray Arrows      |
| 12 | Saori Kimura     | S     | 19 agosto 1986    | Toray Arrows      |
| 13 | Risa Shinnabe    | S     | 11 luglio 1990    | Hisamitsu Springs |
| 14 | Yukiko Ebata     | S     | 7 novembre 1989   | Hitachi Rivale    |
| 15 | Maiko Kanō       | S     | 15 luglio 1988    | Hisamitsu Springs |
| 16 | Saori Sakoda     | S     | 18 dicembre 1987  | Toray Arrows      |
| 17 | Kanako Hirai     | C     | 15 aprile 1984    | Hisamitsu Springs |

## Italia
| N° | Nome                 | Ruolo | Data di nascita  | Squadra             |
| -- | -------------------- | ----- | ---------------- | ------------------- |
| -  | Marco Bracci         | All   | 23 agosto 1966   | -                   |
| 1  | Sara Anzanello       | C     | 30 luglio 1980   | Azərreyl            |
| 2  | Cristina Barcellini  | S     | 20 novembre 1986 | Asystel             |
| 4  | Letizia Camera       | P     | 1º ottobre 1992  | Asystel             |
| 5  | Giulia Rondon        | P     | 16 ottobre 1987  | Crema               |
| 6  | Monica De Gennaro    | L     | 8 gennaio 1987   | Robursport Pesaro   |
| 8  | Jenny Barazza        | C     | 24 luglio 1981   | Universal Modena    |
| 9  | Caterina Bosetti     | S     | 2 febbraio 1994  | Villa Cortese       |
| 11 | Serena Ortolani      | O     | 7 gennaio 1987   | Robursport Pesaro   |
| 12 | Francesca Piccinini  | S     | 10 gennaio 1979  | Bergamo             |
| 13 | Valentina Arrighetti | C     | 26 gennaio 1985  | Bergamo             |
| 16 | Lucia Bosetti        | S     | 9 luglio 1989    | Villa Cortese       |
| 19 | Raphaela Folie       | C     | 7 marzo 1991     | Asystel             |
| 20 | Alessia Gennari      | S     | 3 novembre 1991  | Pavia               |
| 21 | Immacolata Sirressi  | L     | 19 maggio 1990   | Robur Tiboni Urbino |
| 22 | Giulia Pisani        | C     | 4 giugno 1992    | Busto Arsizio       |
| 23 | Noemi Signorile      | P     | 15 febbraio 1990 | Bergamo             |
| 25 | Gilda Lombardo       | S     | 2 luglio 1989    | Busnago             |

## Polonia
| N° | Nome                 | Ruolo | Data di nascita   | Squadra             |
| -- | -------------------- | ----- | ----------------- | ------------------- |
| -  | Alojzy Świderek      | All   | 30 maggio 1952    | -                   |
| 2  | Krystyna Tkaczewska  | L     | 24 luglio 1987    | Dąbrowa Górnicza    |
| 3  | Karolina Kosek       | S     | 28 giugno 1985    | Azərreyl            |
| 5  | Berenika Tomsia      | C     | 18 marzo 1988     | Robursport Pesaro   |
| 6  | Agnieszka Bednarek   | C     | 20 febbraio 1986  | Muszynianka         |
| 7  | Joanna Kaczor        | O     | 16 settembre 1984 | Muszynianka         |
| 8  | Katarzyna Skorupa    | P     | 16 agosto 1984    | Robur Tiboni Urbino |
| 9  | Ewelina Sieczka      | S     | 21 gennaio 1988   | Atom Trefl Sopot    |
| 10 | Kinga Kasprzak       | S     | 12 giugno 1987    | Muszynianka         |
| 12 | Anna Barańska        | S     | 14 maggio 1984    | Muszynianka         |
| 13 | Paulina Maj          | L     | 22 marzo 1987     | Atom Trefl Sopot    |
| 14 | Joanna Wołosz        | P     | 7 aprile 1990     | BKS                 |
| 17 | Katarzyna Skowrońska | O     | 30 giugno 1983    | Guangdong Hengda    |
| 18 | Maja Tokarska        | C     | 22 febbraio 1991  | Dąbrowa Górnicza    |
| 24 | Agnieszka Kąkolewska | C     | 17 ottobre 1994   | SMS PZPS Sosnowiec  |

## Porto Rico
| N° | Nome               | Ruolo | Data di nascita   | Squadra              |
| -- | ------------------ | ----- | ----------------- | -------------------- |
| -  | David Aleman       | All   | -                 | -                    |
| 2  | Shara Venegas      | L     | 18 settembre 1992 | Pinkin de Corozal    |
| 3  | Vilmarie Mojica    | P     | 13 agosto 1985    | Pinkin de Corozal    |
| 5  | Saraí Álvarez      | O     | 3 aprile 1986     | Criollas de Caguas   |
| 6  | Yarimar Rosa       | S     | 20 giugno 1988    | Indias de Mayagüez   |
| 7  | Stephanie Enright  | S     | 15 dicembre 1990  | Criollas de Caguas   |
| 10 | Génesis Collazo    | O     | 4 ottobre 1992    | Pinkin de Corozal    |
| 14 | Natalia Valentín   | P     | 12 settembre 1989 | Leonas de Ponce      |
| 15 | Daly Santana       | S     | 19 febbraio 1995  | Llaneras de Toa Baja |
| 16 | Alexandra Oquendo  | C     | 3 febbraio 1984   | Criollas de Caguas   |
| 18 | Jetzabel Del Valle | C     | 19 dicembre 1979  | Indias de Mayagüez   |
| 19 | Amanda Vázquez     | C     | 30 marzo 1984     | Indias de Mayagüez   |
| 20 | Jennifer Quesada   | C     | 22 febbraio 1992  | Vaqueras de Bayamón  |

## Rep. Dominicana
| N° | Nome                | Ruolo | Data di nascita   | Squadra            |
| -- | ------------------- | ----- | ----------------- | ------------------ |
| -  | Marcos Kwiek        | All   | -                 | -                  |
| 1  | Annerys Vargas      | C     | 7 agosto 1981     | Criollas de Caguas |
| 2  | Winifer Fernández   | L     | 6 gennaio 1995    | Mirador            |
| 3  | Lisvel Eve          | C     | 10 settembre 1991 | Criollas de Caguas |
| 4  | Marianne Fersola    | C     | 16 gennaio 1992   | Mirador            |
| 6  | Carmen Caso         | L     | 29 novembre 1981  | Mirador            |
| 7  | Niverka Marte       | P     | 19 ottobre 1990   | Mirador            |
| 8  | Cándida Arias       | C     | 11 marzo 1992     | San Martín         |
| 9  | Sidarka Nuñez       | O     | 26 giugno 1984    | Club Malanga       |
| 10 | Milagros Cabral     | S     | 17 ottobre 1978   | Pinkin de Corozal  |
| 12 | Karla Echenique     | P     | 16 maggio 1986    | Budowlani Łódź     |
| 13 | Cindy Rondón        | C     | 12 novembre 1987  | Mirador            |
| 14 | Prisilla Rivera     | S     | 29 dicembre 1984  | İqtisadçı          |
| 16 | Yonkaira Peña       | S     | 10 maggio 1993    | Mirador            |
| 17 | Gina Mambrú         | O     | 21 gennaio 1986   | Distrito Nacional  |
| 18 | Bethania de la Cruz | S     | 13 maggio 1987    | Denso Airybees     |
| 20 | Brayelin Martínez   | S/O   | 11 settembre 1996 | Mirador            |

## Serbia
| N° | Nome                | Ruolo | Data di nascita  | Squadra             |
| -- | ------------------- | ----- | ---------------- | ------------------- |
| -  | Zoran Terzić        | All   | 9 luglio 1966    | Dinamo Bucarest     |
| 1  | Ana Lazarević       | S     | 4 luglio 1991    | Vizura              |
| 2  | Jovana Brakočević   | O     | 5 marzo 1988     | Guangdong Hengda    |
| 4  | Bojana Živković     | P     | 29 marzo 1988    | Volero Zurigo       |
| 5  | Nataša Krsmanović   | C     | 19 giugno 1985   | Rabitə Baku         |
| 6  | Tijana Malešević    | S     | 18 marzo 1991    | Volero Zurigo       |
| 7  | Brižitka Molnar     | S     | 28 luglio 1985   | NEC Red Rockets     |
| 9  | Jovana Vesović      | S     | 21 giugno 1987   | Tomis Constanța     |
| 10 | Maja Ognjenović     | P     | 6 agosto 1984    | Universal Modena    |
| 11 | Stefana Veljković   | C     | 9 gennaio 1990   | Asystel             |
| 13 | Ana Bjelica         | O     | 3 aprile 1992    | Stella Rossa        |
| 14 | Nađa Ninković       | C     | 1º novembre 1991 | Volero Zurigo       |
| 15 | Jovana Stevanović   | C     | 30 giugno 1992   | Stella Rossa        |
| 16 | Milena Rašić        | C     | 23 ottobre 1990  | RC Cannes           |
| 18 | Suzana Ćebić        | L     | 9 novembre 1984  | Suhl                |
| 19 | Sanja Starović      | O     | 25 marzo 1983    | Rabitə Baku         |
| 20 | Jelena Blagojević   | S     | 1º dicembre 1988 | Robur Tiboni Urbino |
| 22 | Brankica Mihajlović | S     | 13 aprile 1991   | Hyundai Hillstate   |

## Stati Uniti
| N° | Nome              | Ruolo | Data di nascita  | Squadra             |
| -- | ----------------- | ----- | ---------------- | ------------------- |
| -  | Hugh McCutcheon   | All   | 18 ottobre 1969  | -                   |
| 1  | Alisha Glass      | P     | 4 aprile 1988    | Atom Trefl Sopot    |
| 2  | Danielle Scott    | C     | 1º ottobre 1972  | São Bernardo        |
| 3  | Tayyiba Haneef    | O     | 23 marzo 1979    | İqtisadçı           |
| 4  | Lindsey Berg      | P     | 16 luglio 1980   | Villa Cortese       |
| 6  | Nicole Davis      | L     | 24 aprile 1982   | River               |
| 7  | Heather Bown      | C     | 29 novembre 1978 | Azərreyl            |
| 8  | Cynthia Barboza   | S     | 2 luglio 1987    | Universal Modena    |
| 10 | Kimberly Glass    | S     | 18 agosto 1984   | Rabitə Baku         |
| 11 | Jordan Larson     | S     | 16 ottobre 1986  | Dinamo-Kazan        |
| 12 | Nancy Meendering  | O     | 18 novembre 1978 | Lokomotiv Baku      |
| 13 | Christa Harmotto  | C     | 12 ottobre 1986  | Universal Modena    |
| 15 | Logan Tom         | S     | 25 maggio 1981   | Fenerbahçe          |
| 16 | Foluke Akinradewo | C     | 5 ottobre 1987   | Dinamo Krasnodar    |
| 18 | Megan Hodge       | S     | 15 ottobre 1988  | Atom Trefl Sopot    |
| 19 | Destinee Hooker   | O     | 7 settembre 1987 | Osasco              |
| 21 | Tamari Miyashiro  | L     | 8 luglio 1987    | BKS                 |
| 22 | Courtney Thompson | P     | 4 novembre 1984  | Lancheras de Cataño |
| 24 | Kristin Richards  | S     | 30 giugno 1985   | River               |

## Taipei cinese
| N° | Nome               | Ruolo | Data di nascita  | Squadra      |
| -- | ------------------ | ----- | ---------------- | ------------ |
| -  | Norimasa Sakakuchi | All   | -                | -            |
| 1  | Teng Yen-min       | S     | 9 febbraio 1984  | -            |
| 3  | Lee Yi-hsuan       | L     | 2 agosto 1992    | NTNU         |
| 5  | Wu Ko-jou          | S     | 17 novembre 1985 | Taiwan Power |
| 6  | Wang Sin-ting      | C     | 17 ottobre 1992  | Taiwan Power |
| 7  | Lee Yi-ping        | C     | 8 agosto 1989    | NTNU         |
| 9  | Liao Wan-ju        | S     | 19 aprile 1984   | -            |
| 10 | Chen Wan-ting      | O     | 25 novembre 1990 | NTNU         |
| 11 | Chen Wan-ching     | P     | 16 giugno 1988   | NTNU         |
| 12 | Yang Meng-hua      | L     | 15 agosto 1991   | Taiwan Power |
| 13 | Wen I-tzu          | C     | 31 ottobre 1991  | Taiwan Power |
| 14 | Tsai Yin-feng      | C     | 6 novembre 1984  | Taiwan Power |
| 15 | Yen Pei-ling       | P     | 5 gennaio 1986   | Taiwan Power |

## Thailandia
| N° | Nome                         | Ruolo | Data di nascita  | Squadra              |
| -- | ---------------------------- | ----- | ---------------- | -------------------- |
| -  | Kiattipong Radchatagriengkai | All   | 17 luglio 1966   | -                    |
| 1  | Wanna Buakaew                | L     | 2 gennaio 1981   | Chang                |
| 2  | Piyanut Pannoy               | L     | 10 novembre 1989 | Azərreyl             |
| 5  | Pleumjit Thinkaow            | C     | 9 novembre 1983  | Fujian               |
| 6  | Onuma Sittirak               | S     | 13 giugno 1986   | Kathu Phuket         |
| 10 | Wilavan Apinyapong           | S     | 6 giugno 1984    | Fujian               |
| 11 | Amporn Hyapha                | C     | 19 maggio 1985   | Jakarta Elektrik PLN |
| 12 | Tapaphaipun Chaisri          | L     | 29 novembre 1989 | Idea Khonkaen        |
| 13 | Nootsara Tomkom              | P     | 7 luglio 1985    | Azərreyl             |
| 15 | Malika Kanthong              | O     | 8 gennaio 1987   | Nakornnonthaburi     |
| 16 | Pornpun Guedpard             | P     | 5 maggio 1993    | Nakornnonthaburi     |
| 18 | Ajcharaporn Kongyot          | C     | 18 giugno 1995   | Supreme Nakhon       |
| 19 | Sontaya Keawbundit           | S     | 9 febbraio 1991  | Ateneo               |

## Turchia
| N° | Nome                | Ruolo | Data di nascita  | Squadra          |
| -- | ------------------- | ----- | ---------------- | ---------------- |
| -  | Marco Aurelio Motta | All   | -                | -                |
| 1  | Güldeniz Önal       | S     | 25 marzo 1986    | VakıfBank        |
| 2  | Gülden Kayalar      | L     | 5 dicembre 1990  | Eczacıbaşı       |
| 3  | Gizem Güreşen       | L     | 14 gennaio 1987  | VakıfBank        |
| 5  | Ergül Avcı          | C     | 24 luglio 1987   | VakıfBank        |
| 6  | Polen Uslupehlivan  | O     | 27 agosto 1990   | Nilüfer          |
| 8  | Bahar Toksoy        | C     | 6 febbraio 1988  | VakıfBank        |
| 10 | Gözde Kırdar        | S     | 26 giugno 1985   | VakıfBank        |
| 11 | Naz Aydemir         | P     | 14 agosto 1990   | Fenerbahçe       |
| 12 | Esra Gümüş          | S     | 2 ottobre 1982   | Eczacıbaşı       |
| 13 | Neriman Özsoy       | S     | 13 luglio 1988   | Dinamo Krasnodar |
| 14 | Eda Erdem           | C     | 22 febbraio 1987 | Fenerbahçe       |
| 17 | Neslihan Demir      | O     | 9 dicembre 1983  | Eczacıbaşı       |
| 20 | Büşra Cansu         | S     | 16 luglio 1990   | Eczacıbaşı       |
| 21 | Nilay Benli         | P     | 24 ottobre 1985  | VakıfBank        |
| 23 | Selime İlyasoğlu    | S     | 18 novembre 1988 | Galatasaray      |